# 弗拉斯多夫
弗拉斯多夫是德国巴伐利亚州的一个市镇。总面积32.72平方公里，总人口3009人，其中男性1513人，女性1496人（2011年12月31日），人口密度92人/平方公里。